# Рабинович, Валерий Самуилович
Вале́рий Самуи́лович Рабино́вич (25 января 1965 — 23 сентября 2019) — российский литературовед, доктор филологических наук, профессор кафедры зарубежной литературы Института гуманитарных наук и искусств Уральского федерального университета им. первого Президента России Б. Н. Ельцина. Создатель и первый руководитель кафедры филологии Специализированного учебно-научного центра (СУНЦ) Уральского государственного университета (УрГУ), официально существующей с 1999 года, профессор этой кафедры.

## Биография
Родился в Свердловске.
Окончил филологический факультет Уральского государственного университета (1987).
Преподавал литературу и русский язык в школе, Уральском политехникуме, педагогическом училище, Уральском политехническом институте.
С 1989 года работал в СУНЦ УрГУ в должностях: преподаватель, старший преподаватель; доцент, заведующий сектором филологического образования СУНЦ (1994—1999), профессор кафедры филологии СУНЦ (с 1999 по 2005 — заведующий этой кафедрой).
С 1994 преподавал также на филологическом факультете УрГУ (с 2011 года — в составе Института гуманитарных наук и искусств УрФУ), с 2010 — профессор кафедры зарубежной литературы филологического факультета УрГУ.
Умер 23 сентября 2019 года в Екатеринбурге. Похоронен на Северном кладбище.

## Научная и преподавательская деятельность
Круг научных интересов — английская литература XX в, антиутопическая литература. Известен как исследователь творчества Олдоса Хаксли. Кандидатская диссертация — «Нравственно-этические искания О. Хаксли в 20-30-е годы XX века» (1993); докторская диссертация — «Олдос Хаксли: эволюция творчества» (1999). Член Международного общества Олдоса Хаксли, объединяющего ведущих исследователей творчества этого писателя. Выступал на конгрессах общества в Риге (2004) и Лос-Анджелесе (2008), публиковал свои исследования в печатном органе общества «Aldous Huxley Annual».
Является автором системы преподавания зарубежной литературы в старших классах, внедренной в ряде учебных заведений страны. Автор и соавтор свыше 70 научных и научно-методических статей и 14 книг (в том числе монографии в 2 изданиях и 13 учебных пособий — данные 2010 года).

## Основные публикации
Книги
- Олдос Хаксли: эволюция творчества. — 2-е изд., перераб. и доп. — Екатеринбург: Уральское литературное агентство, 2001. — 448 с. — ISBN 5-93186-062-7.
- Западная литература. История духовных исканий: Пособие для учащихся 10-11-х кл. — М.: Интерпракс, 1994. — 374 с.
- Зарубежная литература. Часть 1. Курс лекций для преподавателей и учащихся X—XI классов. — 2-е изд., испр. и доп. — Екатеринбург: Специализированный учебно-научный центр (лицей) УрГУ, 1995. — 176 с.
- Зарубежная литература. Часть 2. Курс лекций для преподавателей и учащихся X—XI классов. — 2-е изд., испр. и доп. — Екатеринбург: Специализированный учебно-научный центр (лицей) УрГУ, 1995. — 178 с.
- Зарубежная литература. Часть 3. Курс лекций для преподавателей и учащихся X—XI классов. — 2-е изд., испр. и доп. — Екатеринбург: Специализированный учебно-научный центр (лицей) УрГУ, 1997. — 188 с.
- Зарубежная литература. Часть 4. Курс лекций для преподавателей и учащихся X—XI классов. — 2-е изд., испр. и доп. — Екатеринбург: Специализированный учебно-научный центр (лицей) УрГУ, 1997. — 148 с.
- Зарубежная литература. Часть 5. Курс лекций для преподавателей и учащихся X—XI классов. — 2-е изд., испр. и доп. — Екатеринбург: Специализированный учебно-научный центр (лицей) УрГУ, 1995. — 104 с.
- История англоязычной литературы: учебное пособие. — Екатеринбург, 2008.
- Наедине с собой и людьми. — 2-е изд., стереотип. — М.: Флинта, 2016. — 447 с. — ISBN 978-5-9765-2841-3.
- Молчание 1932—1936 гг. как поворотный пункт в эволюции творчества О. Хаксли. — В книге: Феномен творческого кризиса. — Монография / Т. А. Снигирева и др. — Под общ. ред. Т. А. Снигиревой и А. В. Подчиненова. — Екатеринбург : Изд-во Урал. ун-та, 2017. — 398 с. — ISBN 978-5-7996-2239-8.
- История зарубежной литературы XIX века: Романтизм. — 4-е изд. — Учебное пособие для студентов, обучающихся по программе бакалавриата. — М.: Флинта; Екатеринбург: Изд-во Урал. ун-та, 2018. — 88 с. — ISBN 978-5-9765-2560-3 (Флинта), 978-5-7996-1647-2 (УрФУ).
- История англоязычной литературы. — Учебное пособие для вузов. — 2-е изд. — М.: Флинта, 2019. — 320 с. — ISBN 978-5-9765-4031-6.

Статьи
- Зарубежная литература XX века в школьном преподавании (из опыта преподавания зарубежной литературы в X—XI классах СУНЦ УрГУ) // Проблемы литературного образования школьников : Материалы VI зональной научно-практической конференции «Филологический класс: наука — вуз — школа», Екатеринбург 28—29 марта 2000 г. — Екатеринбург: УГПУ, 2000. — C. 82-83.
- Русская литература первой половины XX века: Уч. пособие. Екатеринбург, УрГУ, СУНЦ УрГУ, 2002 (ряд разделов)
- Предвестие абсурдизма в раннем творчестве О. Хаксли / В. С. Рабинович // Текст в культурно-историческом контексте: сб. науч. тр. — Екатеринбург: Изд-во Урал. унт-та, 2005. — С. 109—114. — (Вопросы романо-германской филологии. Вып. 1).
- Абсурдистские мотивы в творчестве О. Хаксли // Дергачевские чтения — 2004. Русская литература: национальное развитие и региональные особенности : материалы VII Всероссийской научной конференции, Екатеринбург, 2-3 октября 2004 г. — Екатеринбург: Издательство Уральского университета, 2006. — С. 395—398.
- Образ России в творчестве О. Хаксли // Современная англоязычная литература: проблемы стиля и жанра: материалы XXI международной научной конференции (20—22 сентября 2011 г.). — Смоленск: СмолГУ, 2012. — С. 85—88.
- Лекционный цикл О. Хаксли «Человеческая ситуация» как идейное обоснование его позднего творчества // Известия Уральского федерального университета. Сер. 2. Гуманитарные науки. — 2012. — № 2 (102). — С. 63—74.
- Наш современник Дени Дидро, или просвещение продолжается // Известия Уральского федерального университета. Сер. 2. Гуманитарные науки. — 2013. — № 2 (114). — С. 200—203.
- «Песнь о Гайавате» Г. Лонгфелло как культурный «перекресток»: опыт вузовского преподавания // Изучение иностранных языков и литератур: теория, история, практика : сборник научных трудов. — Екатеринбург : Издательство Уральского университета, 2014. — Выпуск 3. — С. 76—82.
- Пьеса «Мир света» в контексте эволюции творчества О. Хаксли // Павермановские чтения. Литература. Музыка. Театр: сборник научных трудов. Вып. 2 / под ред. О. Н. Турышевой. — Екатеринбург: Ажур, 2014. — С. 148—153.
- История зарубежной литературы XIX века: Романтизм. — Учебное пособие для студентов, обучающихся по программе бакалавриата. — Екатеринбург: Изд-во Урал. ун-та, 2014. — 88 с. — ISBN 978-5-7996-1139-2.
- Незавершимая незавершенность // Известия Уральского федерального университета. Сер. 2. Гуманитарные науки. — 2015. — № 2 (139). — С. 263—270.
- Антиутопический роман «О дивный новый мир» как объект авторской рефлексии в письмах О. Хаксли / В. С. Рабинович, М. И. Бабкина // Павермановские чтения. Литература. Музыка. Театр: сборник научных трудов. — М.: Кабинетный ученый, 2017. — С. 121—132.
- Шекспировские злодеи // Павермановские чтения. Литература. Музыка. Театр: сборник научных трудов. — М.: Кабинетный ученый, 2017. — С. 168—193.
- «Игра с мировой культурой»: романы «Желтый кром» и «Шутовской хоровод» О. Хаксли в интертекстуальном и интермедиальном аспектах / В. С. Рабинович, М. И. Бабкина // Иностранные языки литературы: Тексты и контексты: сборник научных трудов. — Екатеринбург: Издательство Уральского университета, 2018. — Выпуск 4. — С. 88—99.
- Aldous Huxley and Russia: the History of Dialogue // Aldous Huxley Annual. — Münster, 2006.
- Aldous Huxley’s Quest for Ways of Saving Mankind // Aldous Huxley, Man of Letters: Thinker, Critic and Artist. — Münster; Berlin, 2007.